# Hermandad del Silencio (Écija)
Conocida popularmente como la Hermandad del Silencio, su título corporativo es Real y Venerable Hermandad y Cofradía de Nazarenos de Nuestro Padre Jesús Nazareno Abrazado a la Cruz y María Santísima de la Amargura. Tiene su sede en la Parroquia Mayor de Santa Cruz desde su fundación en 1666. Sale en La Madrugá, periodo de la Semana Santa comprendido en la noche del Jueves Santo al Viernes Santo, justamente a las 00:00h.

## Historia
El origen de esta Real Hermandad y Cofradía de Nuestro Padre Jesús Nazareno Abrazado a la Cruz y María Santísima de la Amargura, establecida Canónicamente en la Parroquia Mayor de Santa Cruz de Écija, se debe a una aparición de Jesús Nazareno que se produjo un Jueves Santo y más tarde de nuevo el día del Corpus Christi, a Doña Sancha Carrillo, hija de los Marqueses de Guadalcázar, cuando la referida Doña Sancha contaba entre dieciocho y veinte años de edad y pasaba unos días en esta ciudad en tránsito hacia la Corte. A partir de aquella aparición comienza una devoción creciente hacia Jesús Nazareno, en la postura de abrazado a la Cruz; realizándose varias representaciones en lienzos, uno de los cuales fue el que al principio recibió culto en Santa Cruz. Más tarde se decide organizar una Hermandad, y el 21 de mayo de 1666 se constituye y se aprueban las reglas de la misma el 1 de junio de ese año. Instituida con la finalidad exclusiva de rendir culto al Nazareno, sin realizar estación de penitencia. El primer dato documental que hace referencia a la talla del Nazareno establece que en 1699 se coloca en una Capilla nueva en la Parroquia de Santa Cruz. En las Reglas mencionadas anteriormente de 1.666 se indicaba que no podía haber más de treinta y tres hermanos en recuerdo de los treinta y tres años de Jesús. Ante el aumento de la devoción a la Imagen se reforman las Reglas y se aumenta el número de hermanos, en primer lugar en 1698 a setenta y dos en recuerdo de las setenta y dos espinas que tenía la corona del Señor. Posteriormente en 1723 se aumenta el número de hermanos a trescientos divididos a partes iguales entre hombres y mujeres, y ya en 1907 el número es ilimitado.
Es en el último cuarto del siglo XIX cuando la Hermandad sufre el mayor declive debido a la inestable situación social y política de la época, lo que no superaría hasta 1.907 en que se reorganiza de nuevo. En este año se redactará un nuevo reglamento aprobado canónicamente el día 27 de marzo de 1909 en el que se acuerda celebrar un quinario anual, admitir un número ilimitado de hermanos y a partir de esta fecha realizar estación de penitencia en unos días de la Semana Santa. El año 1907 va a marcar, por tanto, el inicio para la hermandad de su salida procesional. Durante los años 1907, 1908, 1911 y 1912 la imagen procesionó en la tarde noche del Jueves Santo unida a la hermandad del cristo de la Sangre. Los restantes años hasta 1937 efectuó su salida en solitario unas veces el Martes Santo, otras el Domingo de Ramos y la mayoría de las veces en la madrugada del Viernes Santo. En 1937 cae la Hermandad en un nuevo letargo, aunque solo en lo referido a la Estación de Penitencia, ya que los Solemnes y ejemplares Cultos se mantuvieron todo el año.
En 1957 se reorganiza definitivamente y se establece que no figure música en el Cortejo, y que los hermanos momentos antes de la salida hagan promesa de “silencio” en el desfile, por lo que es conocida desde entonces como la “Hermandad del Silencio”. Se establece a su vez que la Estación de Penitencia dure tres horas, en recuerdo de las tres horas de agonía del Señor en el Calvario, y que se saliere a las doce de la noche del Jueves Santo. En 1963 se acuerda introducir a la Santísima Virgen como Cotitular de la Hermandad, pues hasta entonces se había permanecido con un solo Titular. En 1964 se encarga la Imagen de la Virgen a Antonio Castillo Lastrucci y al siguiente año se le bendice canónicamente.
En 1990, se celebró el XXV Aniversario de la bendición de la Virgen de la Amargura. Para ello se celebraron conferencias, un cartel conmemorativo, Triduo extraordinario... Entre lo más destacado se encuentra la salida extraordinaria acompañada con música (Banda de Música de la División Mecanizada Guzmán el Bueno) el 6 de octubre de 1990, de María Santísima de la Amargura en su paso de palio, así como su primer besamanos el 7 de marzo de 1990. Este acontecimiento se repetirá en 2015, en su L Aniversario.

## Reseña artística
- La milagrosa imagen de Nuestro Padre Jesús Nazareno Abrazado a la Cruz se atribuye con más precisión a Pedro Roldán (aunque también a La Roldana o a Francisco Ruiz Gijón), a mediados del siglo XVII. Procesiona con Cruz barroca de plata de ley obra de Villarreal.
- La talla de María Santísima de la Amargura se debe al insigne escultor Antonio Castillo Lastrucci en 1964. Se restaura en el año 2011, por Enrique Gutiérrez Carrasquilla.

## Marchas dedicadas
- Mara - Jacinto Manuel Rojas Guisado (2013).
- Salve a Nuestra Señora de la Amargura - Miguel Aguilar Jiménez

## Túnicas
Hábito morado con botonadura negra, capa y antifaz negro con escudo bordado en sus colores. Cíngulo de esparto. Calzado y guantes negros.

## Paso por Carrera Oficial
| Predecesor: Los Gitanos (Jueves Santo) | Orden de entrada en Carrera Oficial (Viernes Santo) , La Madrugá 1° lugar | Sucesor: San Juan(Viernes Santo), La Madrugá |

## Curiosidades
- La Hermandad es conocida como "El Silencio", debido a la gran sobriedad del paso de la cofradía por las calles ecijanas. El recogimiento durante todo el recorrido invita a una reflexión íntima y profunda.
- Tanto a la salida del Templo como a la entrada, así como en algunos tramos del recorrido, se apaga el alumbrado público en señal de respeto.
- Es la cofradía ecijana que realiza la mayor obra social, participando con la asociación de niños contra el cáncer (ANDEX).
- El nazareno porta Cruz plateada.
- El recorrido de la Hermandad dura 3 horas, en recuerdo al tiempo que estuvo Cristo en la Cruz.
- El primer paso solo lleva de acompañamiento musical un trío de Oboe, Clarinete y Fagot, que es Capilla Musical propia bajo el nombre de 'Ntro. Padre Jesús Nazareno Abrazado a la Cruz (Écija)'. El palio no lleva música.
- A la Dolorosa se le ha dedicado recientemente la marcha llamada "Mara", del ecijano Jacinto Rojas. Con el nombre de "Mara" luce en la Madrugá la Virgen un broche de oro.
- S.M.D. Alfonso XIII le concede el título de Real al aceptar el nombramiento de Hermano Mayor de Honor, según orden de 17 de diciembre de 1923.
- En 30 de enero de 1991, a petición propia, se le concede el título de Venerable.
- En la Semana Santa de 1857 y 1871, la imagen de Nuestro Padre Jesús Nazareno Abrazado a la Cruz, procesionó el Jueves Santo, dentro de la Cofradía de la Hermandad de la Sangre.
- En 2015, cumple su 50 aniversario. Durante todo el año tiene varios actos en su honor. Durante la Madrugá fue acompañada por un coro y se la programa para ocupar el último lugar en la Magna Mariana.
- María Santísima de la Amargura proseciona de forma extraordinaria un 11 de octubre en la Magna Mariana del 2015. Apoyando así el Voto Concepcionista de Écija. Lo hace acompañada por la banda de Carmen de Salteras. Además, la Virgen proseciona por primera vez en la historia a luz del día y por segunda vez con acompañamiento musical.